# Patrick Suffo
Patrick Suffo (Ebolowa, 17 gennaio 1978) è un ex calciatore camerunese, di ruolo attaccante.

## Palmarès

### Club

#### Competizioni nazionali
- Coppa di Francia: 2

Nantes: 1998-1999, 1999-2000
- Supercoppa francese: 1

Nantes: 1999

### Nazionale
- Oro olimpico: 1

Sydney 2000
- Coppa d'Africa: 1

Mali 2002